# Mario Enrique Quirós Quirós
Mario Enrique Quirós Quirós (ur. 19 stycznia 1967 w Paraíso) – kostarykański duchowny katolicki, biskup diecezjalny Cartago od 2017.

## Życiorys
Święcenia kapłańskie otrzymał 8 grudnia 1994 i został inkardynowany do archidiecezji San José de Costa Rica. Od 2005 był prezbiterem nowo powstałej diecezji Cartago. Pracował jako wikariusz parafialny oraz jako wychowawca i ojciec duchowny krajowego seminarium.
4 marca 2017 papież Franciszek mianował go biskupem diecezjalnym Cartago. Sakry udzielił mu 13 maja 2017 biskup José Francisco Ulloa Rojas.